# قرية باش
قرية باش (اللغة الآشورية:ܡܬܐ ܕܒܫ) قرية آشورية تقع في منطقة نيروا شمالي العمادية التابعة لناحية ديرلوك. ينتمي اهلها إلى عشيرة نيروا، ويتبعون كنيسة المشرق.

## التاريخ
بلغ عدد نفوسها (150) نسمة حسب إحصاء عام (1957) ، تقع بالقرب من الحدود التركية في وادي ضيق يسمى بأسمها (كليا دباش) سكنتها قبائل آشورية منذ القدم بلغ عدد مسكنها (36) دارا وعدد عوائلها أكثر من (60) عائلة عام 1961 عندما بدأت الهجرة نتيجة للاحداث التي وقعت بعد هذا التأريخ وتم ترحيل القرية وتهديم مبانيها عام (1977) تطبيقا لسياسة أخلاء الشريط الحدودي من السكان، عادت اليها (20) عائلة عام 1981 بعد نشوب الحرب العراقية الإيرانية رغم أعتبار المنطقة محذورة من قبل السلطة حتى عام (1988) حيث هرب الجميع إلى تركيا وعادت بعض العوائل من القرية بعد عودتهم وتسليم أنفسهم إلى السلطة بعد بيان عفو صدر عن السلطة وكان مصيرهم الفقدان وإلى يومنا هذا ويبلغ اليوم عدد عوائل القرية أكثر من (110) عائلة يعيشون في مناطق متفرقة من العراق و(26) عائلة في المهجر ولم يعودوا إلى القرية بسبب تواجد مليشيات حزب العمال الكردستاني في المنطقة .